# Spitalkirche (Hammelburg)

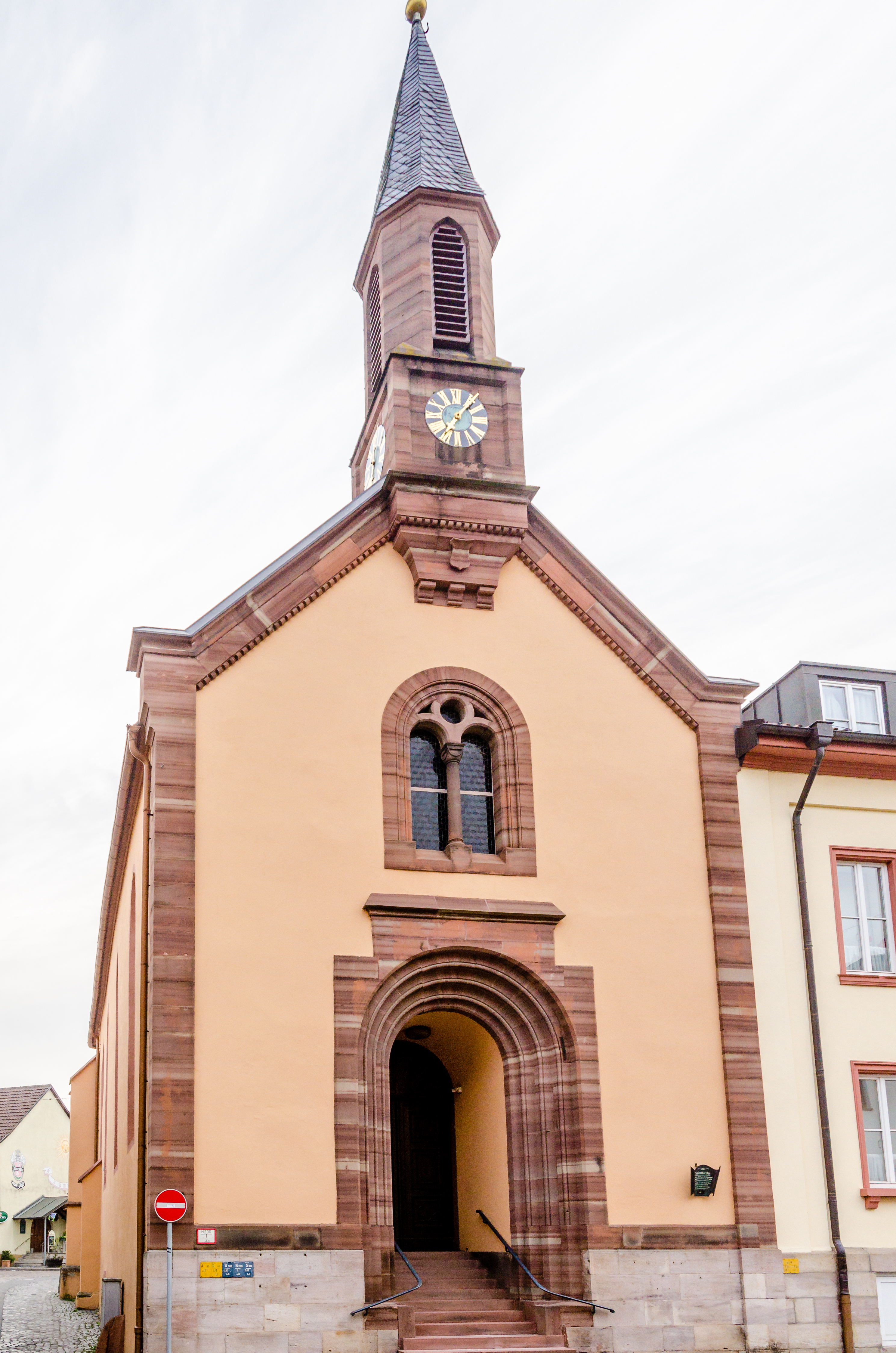
Die Spitalkirche in Hammelburg

Die römisch-katholische Spitalkirche St. Nikolaus und St. Magdalena ist eine Kirche in der Innenstadt von Hammelburg. Sie gehört zu den Hammelburger Baudenkmälern und ist unter der Nummer D-6-72-127-7 in der Bayerischen Denkmalliste registriert.

## Geschichte
Der Fuldaer Abt Heinrich von Hohenberg gründete das Bürgerspital im Jahr 1343. Die Kirche wurde 1404 dazu errichtet. Beim großen Stadtbrand 1854 brannte die Spitalkirche aus. Die Gewölbe mussten in der Folge erneuert werden. Im Zuge der Wiederherstellung erhielt die Kirche eine neue Fassade und einen neugotischen Dachreiter. Im Jahr 1972 wurde der Chorraum neu gestaltet.

## Beschreibung
Der Chor befindet sich im Osten, der Dachreiter erhebt sich westlich über der Eingangsfassade des Langhauses. Die Fenster von Chor und Langhaus sind spitzbogig ohne Maßwerk. Im Chor wurden sie in jüngerer Zeit durch den Hammelburger Maler Robert Höfling gestaltet. Von der Einrichtung vor dem Stadtbrand ist außer einem Kruzifix aus dem 18. Jahrhundert mit Brandspuren nichts mehr erhalten.

## Geläut
Das Geläut wurde nach dem Brand 1854 erneuert und hat zwei Glocken.
| Nr. | Name            | Schlagton | Durchm. | Höhe  | Inschrift                                                                 |
| --- | --------------- | --------- | ------- | ----- | ------------------------------------------------------------------------- |
| 1   | Studentenglocke | b2        | 55 cm   | 56 cm | Sancte Aloisi studiosae iuventutis exemplar et patrone ora pro nobis 1891 |
| 2   | Kleine Glocke   | cis2      | 36 cm   | 36 cm | keine Angabe                                                              |